# 菊池健太
菊池 健太（きくち けんた、1983年10月24日 - ）は、日本の実業家。オープンハウスグループ取締役常務執行役員、メルディア代表取締役社長。東京都出身。

## 来歴
- 1983年10月24日、東京都出身[1][2]。
- 2006年3月、早稲田大学法学部卒業[1]。
- 同年4月、オープンハウス（現・オープンハウスグループ）入社。
- 2013年10月、オープンハウス・ディベロップメント 建設事業部長
- 2014年10月8日、同社 執行役員 建設事業部長
- 2015年12月、アサカワホーム（現・オープンハウス・アーキテクト）取締役
- 2018年4月2日、オープンハウス・ディベロップメント 常務執行役員 建設事業部長
- 同年10月1日、ホーク・ワン 取締役（現任）
- 2019年10月1日、同社 代表取締役社長
- 2021年12月、オープンハウス・ディベロップメント 取締役 建設事業部長（現任）
- 2021年12月22日、オープンハウスグループ 常務執行役員
- 2023年10月10日、三栄建築設計（現・メルディア） 執行役員 副社長
- 同年11月7日、同社 代表取締役社長（現任）
- 2024年12月25日、オープンハウスグループ 取締役 常務執行役員（現任）

## 人物
- 一戸建て仲介営業で新人賞を獲得。その後、人事部に異動。[3]
- 2019年12月31日放送のフジテレビ年末特番大みそか列島縦断LIVE 景気満開テレビに出演した際に、朝礼で社員に向かって、「やりたいと思ってやれば、ハードワークもハードワークに感じないんだ。」という発言をしていた姿が放送された。
- ホーク・ワンの社長として同社の売上高をオープンハウス（現・オープンハウスグループ）による買収前の653億円から1353億円（2023年9月期）に成長させた経営手腕を買われ、2023年11月より三栄建築設計（現・メルディア）の代表取締役社長に就任。[3]